# 道の駅キララ多伎

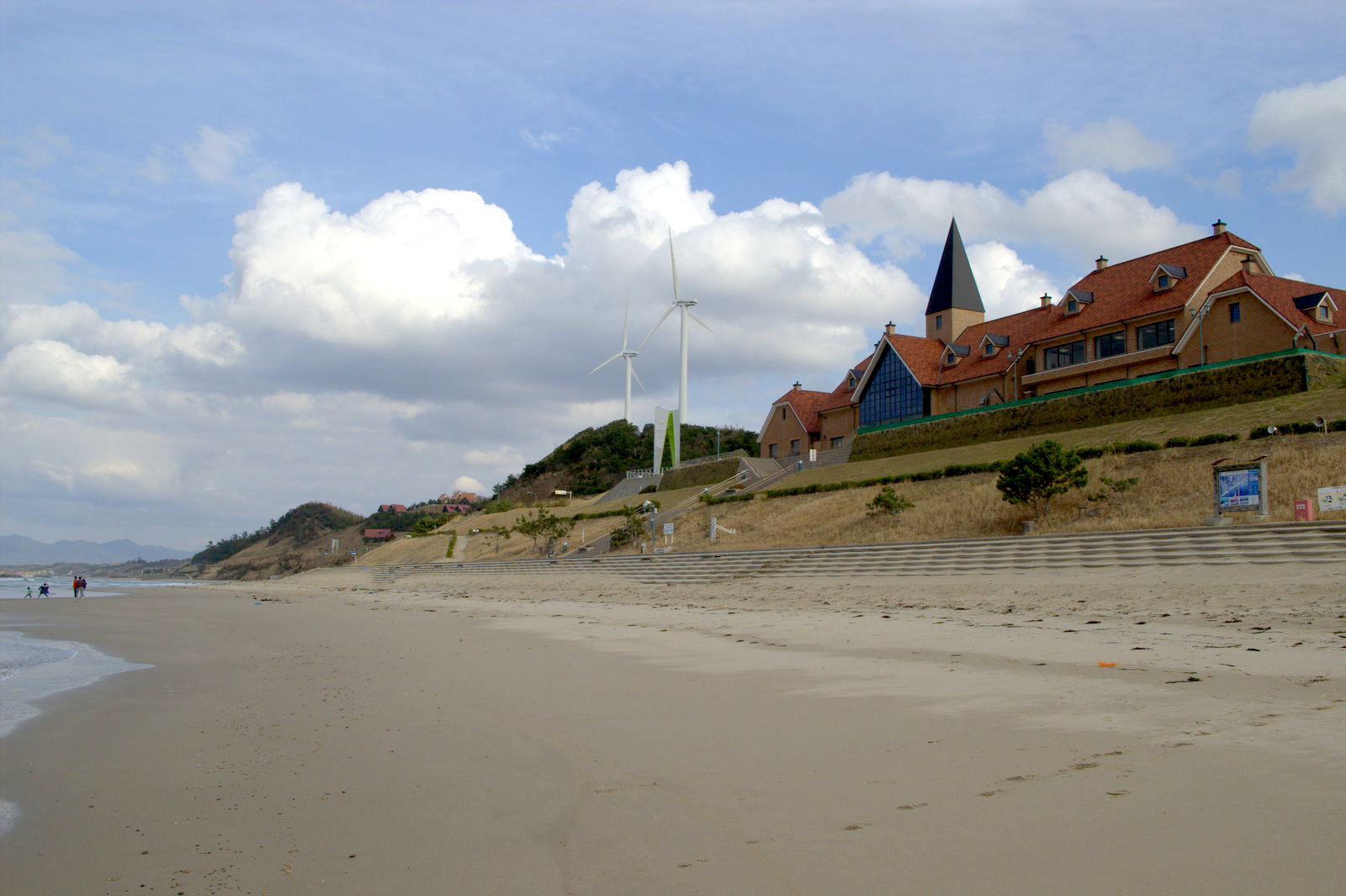
キララビーチから見る道の駅キララ多伎

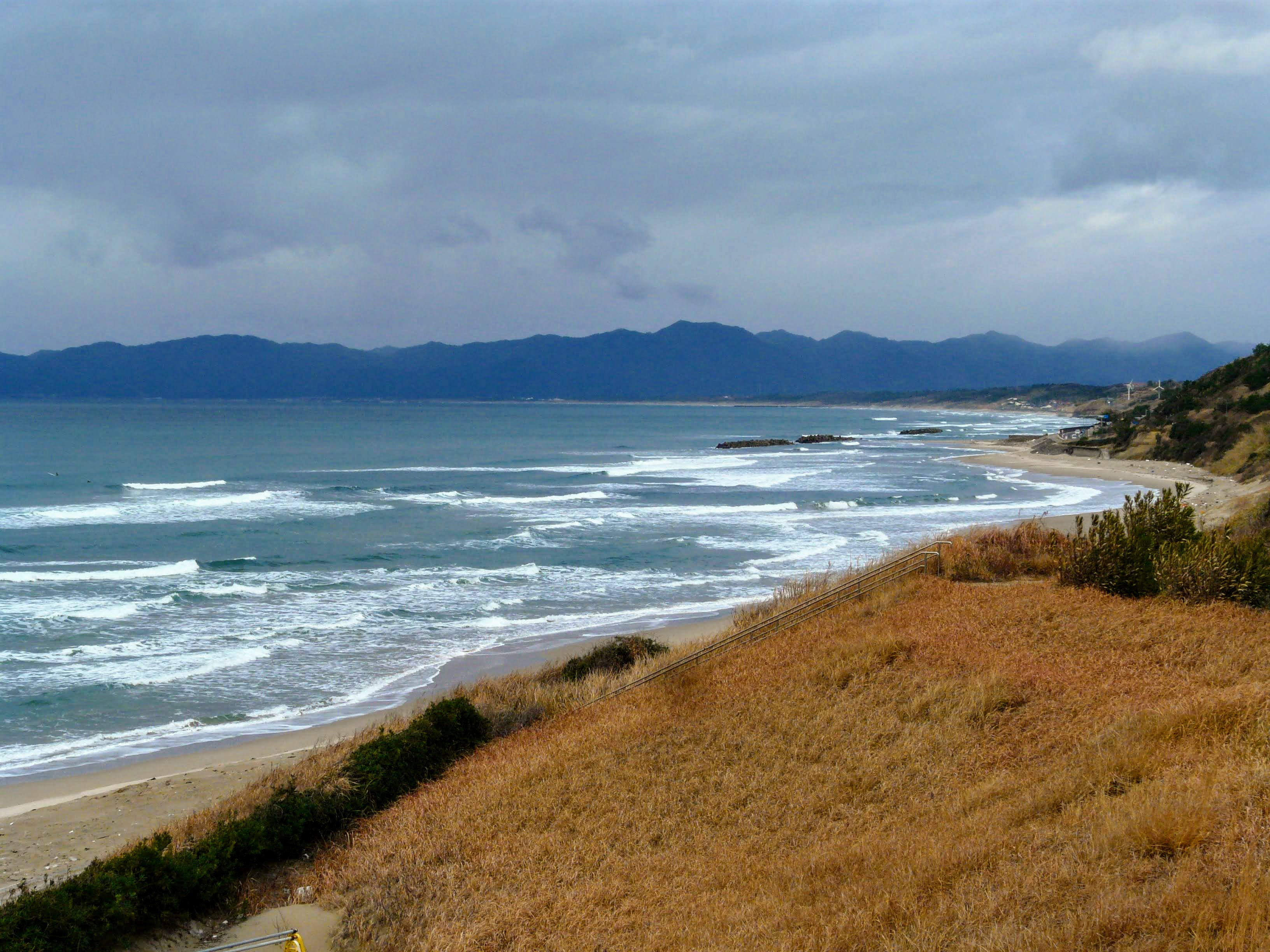
道の駅キララ多伎から見た大社湾と稲佐の浜方面の海岸線（薗の長浜）

道の駅キララ多伎（みちのえき キララたき）は、島根県出雲市多伎町多岐にある、国道9号の道の駅である。
目の前が砂浜である。施設は国土交通省（駐車場・トイレ・休憩所・情報コーナー）および出雲市（その他の施設）が所有し、株式会社多伎振興（出雲市などが出資する第三セクター）が指定管理者として運営管理を行っている。

## 施設
- 駐車場：163台
  - 普通車：155台
  - 大型車：8台
  - 身障者用：4台
  - 夏期無料駐車場（約230台）
- トイレ
  - 男：大 9器・小 17器
  - 女：19器
  - 小児用（小）：2器
  - 身障者用：1器
- 公衆電話：2台
- レストラン「味処旬鮮 ごゑん」 (11:00 - 17:30)
- 喫茶・軽食
  - 「CAFE 風」（10:00 - 19:00〈夏季 19:30〉）
  - 「らーめん 海」（11:00 - 20:00〈季節により閉店時間変更あり〉）
- 売店
  - ふれあいショップ (9:30 - 18:00)
  - 特産品コーナー (9:00 - 18:30)
  - キララベーカリー (9:30 - 18:30)（※ イートインコーナー〈20席〉あり）
- しまねっこのべっそう（当初2012年11月11日までの期間限定とされていたが、2013年2月現在も設置）
- 休憩所 (24H)
- 公園
- 情報コーナー (24H)
- ベビーベッド
- キャンプ場
- 郵便ポスト（小田郵便局）

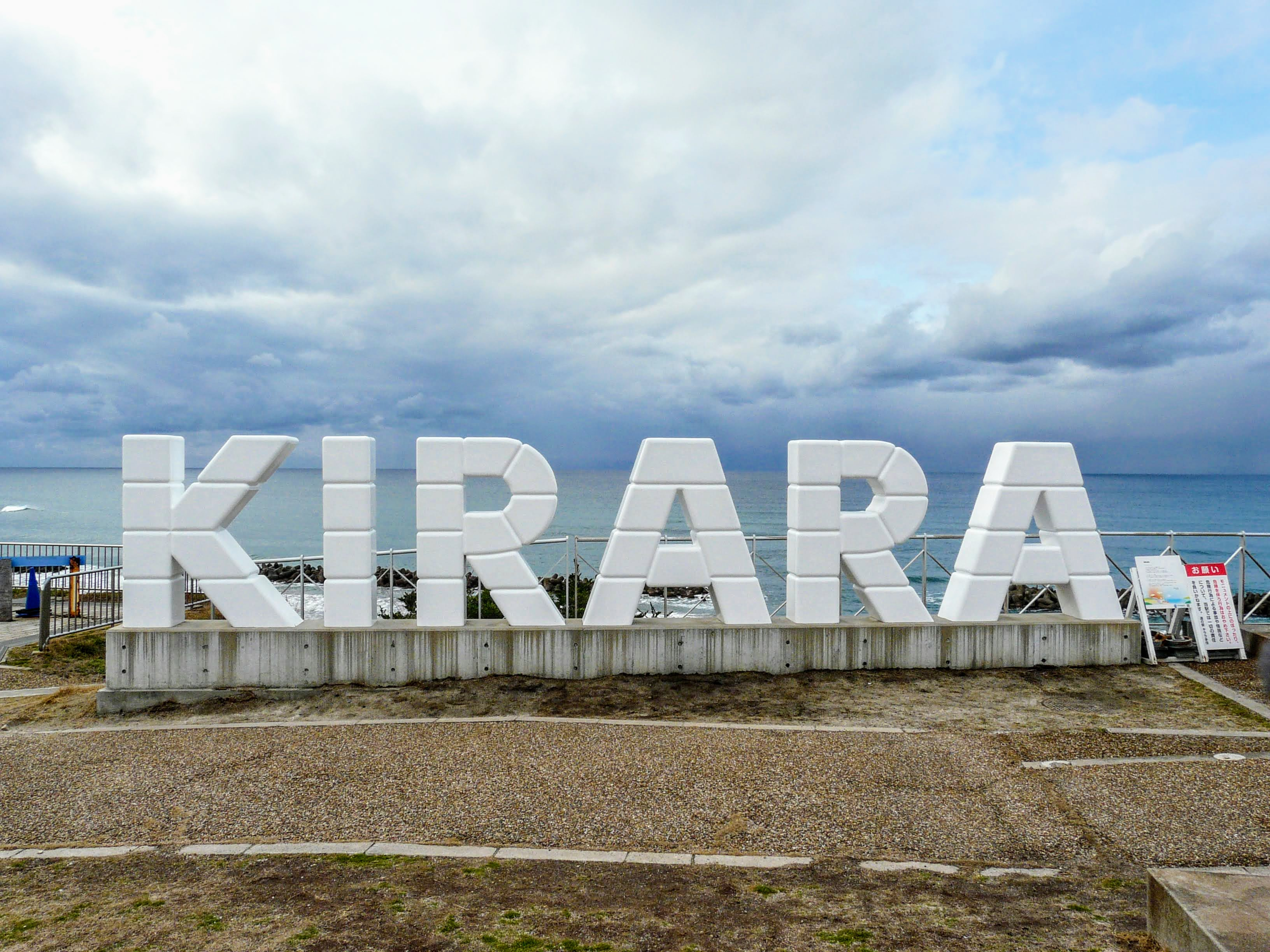
海岸を背にした記念撮影スポット。

## 休館日
- 第1・3火曜日（9 - 6月）
- 第1火曜日（7月）
- 無休（8月）

## アクセス
- 国道9号（登録路線）
- 島根県道340号出雲多伎インター線（当施設横から出雲多伎ICを結ぶ道路）
- くにびき海岸道路（当施設横から大社町北荒木を結ぶ海岸沿いの道路）
- E9 山陰自動車道 出雲多伎ICより1km。

- 西日本旅客鉄道（JR西日本）山陰本線 小田駅より徒歩約10分。
- 西日本旅客鉄道（JR西日本）山陰本線 小田駅より多伎循環バス赤松踏切行で3分、「道の駅キララ多伎」下車。

### バス停留所
バス停留所は道の駅構内ではなく、一般道路上にある。
- 多伎循環バス
  - 赤松踏切方面
  - 小田駅前・田儀駅前・蔵谷・富山車庫方面

## 周辺
- キララビーチ
- 久村海水浴場
- 多伎いちじく館
- キララコテージ